# Gò Vấp (quận)
Gò Vấp là một quận nội thành cũ thuộc Thành phố Hồ Chí Minh, Việt Nam.
Từ những năm 80, quận Gò Vấp được xem là một quận có tốc độ đô thị hóa cao của Thành phố Hồ Chí Minh và đã có thời điểm không kiểm soát được. So với các quận khác, Gò Vấp còn có quỹ đất lớn.
Quá trình đô thị hóa quá nhanh đã làm cho Gò Vấp trở thành một trong ba quận có tốc độ tăng dân số cơ học cao nhất thành phố. Cụ thể, năm 1976 Gò Vấp có 144 ngàn dân thì năm 1995 đã có 223 ngàn người, năm 2000 là 231 ngàn, năm 2003 là 413 ngàn và năm 2004 là 455 ngàn người. Tính từ năm 1980 đến năm 2003, dân số của Gò Vấp tăng 2,87 lần, trung bình tăng mỗi năm 13,66%. Theo thống kê vào năm 2019 của Cục Thống kê Thành phố Hồ Chí Minh, dân số quận Gò Vấp là 602.180 người. Đây là quận đông dân thứ 2 của thành phố (sau quận Bình Tân).

## Tên gọi

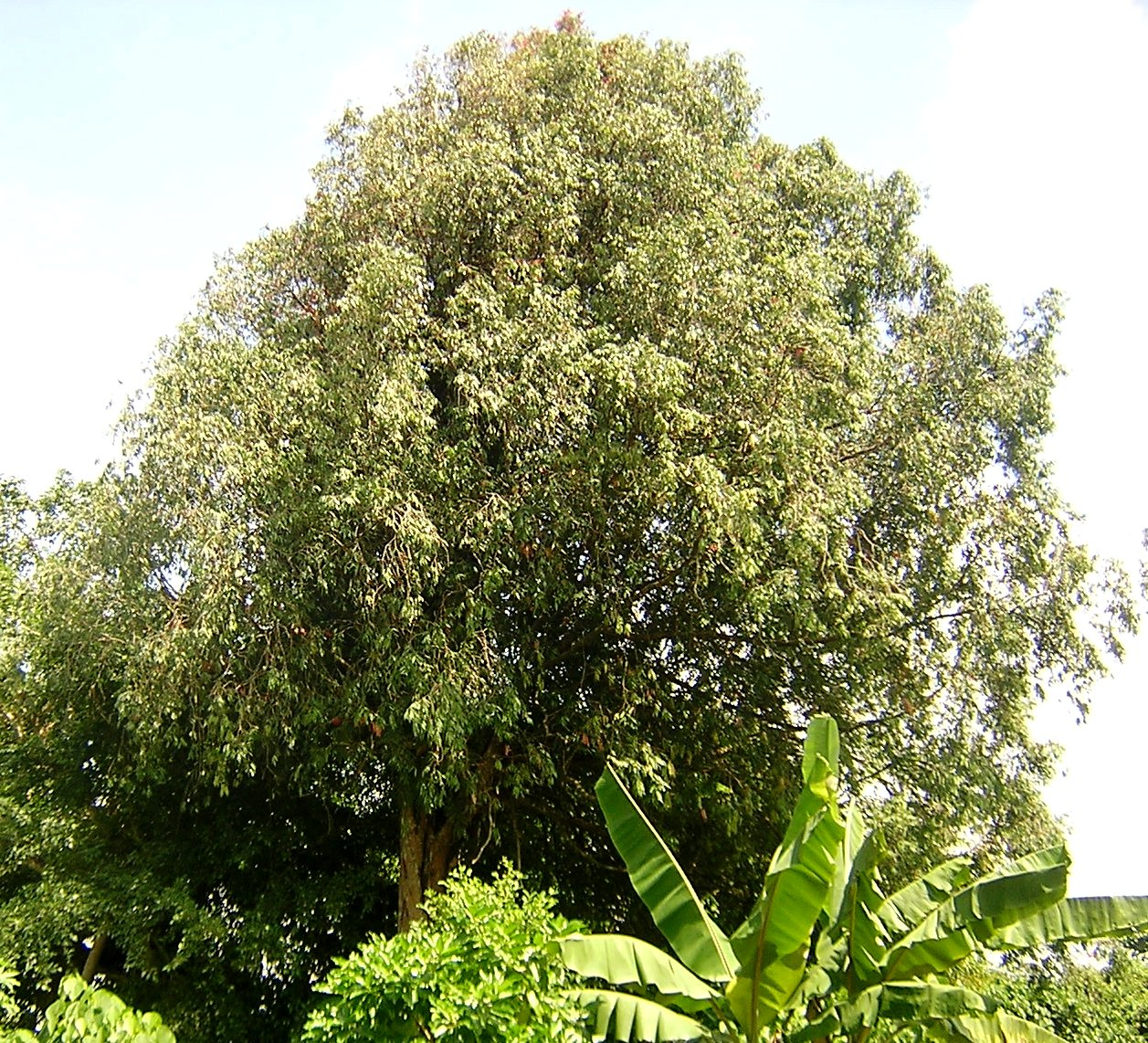
Cây Vắp hay Vấp, tên khoa học Mesua ferrea

Gò Vấp còn được gọi Gò Vắp và theo một số nhà nghiên cứu thì đây mới là tên gốc, tên hiện nay (Gò Vấp) là do đọc trại ra.
Có thuyết cho rằng nguồn gốc của tên Gò Vấp là do trước đây nơi này là một ngọn đồi trồng cây vấp (cây này còn có tên khác trong tiếng Chăm là Krai, tên tiếng Việt là vấp hoặc vắp, lùn). Hiện tại Thành phố Hồ Chí Minh còn hai cây vấp trong Thảo Cầm Viên.
Một vài nguồn tin khác cho rằng, khu vực đất thuộc quận Gò Vấp cao hơn so với các vùng khác. Đây được gọi là gò đất. Do khu vực này là gò đất cao, cho nên dễ bị vấp té, kết hợp lại ta có tên Gò Vấp. Tuy nhiên thì đây chỉ là giả thiết của một số người lớn tuổi và một số người khác. Hiện chưa có nguồn thông tin chính xác về tên gọi này, đây chỉ là giả thiết của một vài người dân Gò Vấp.

## Vị trí Địa lý

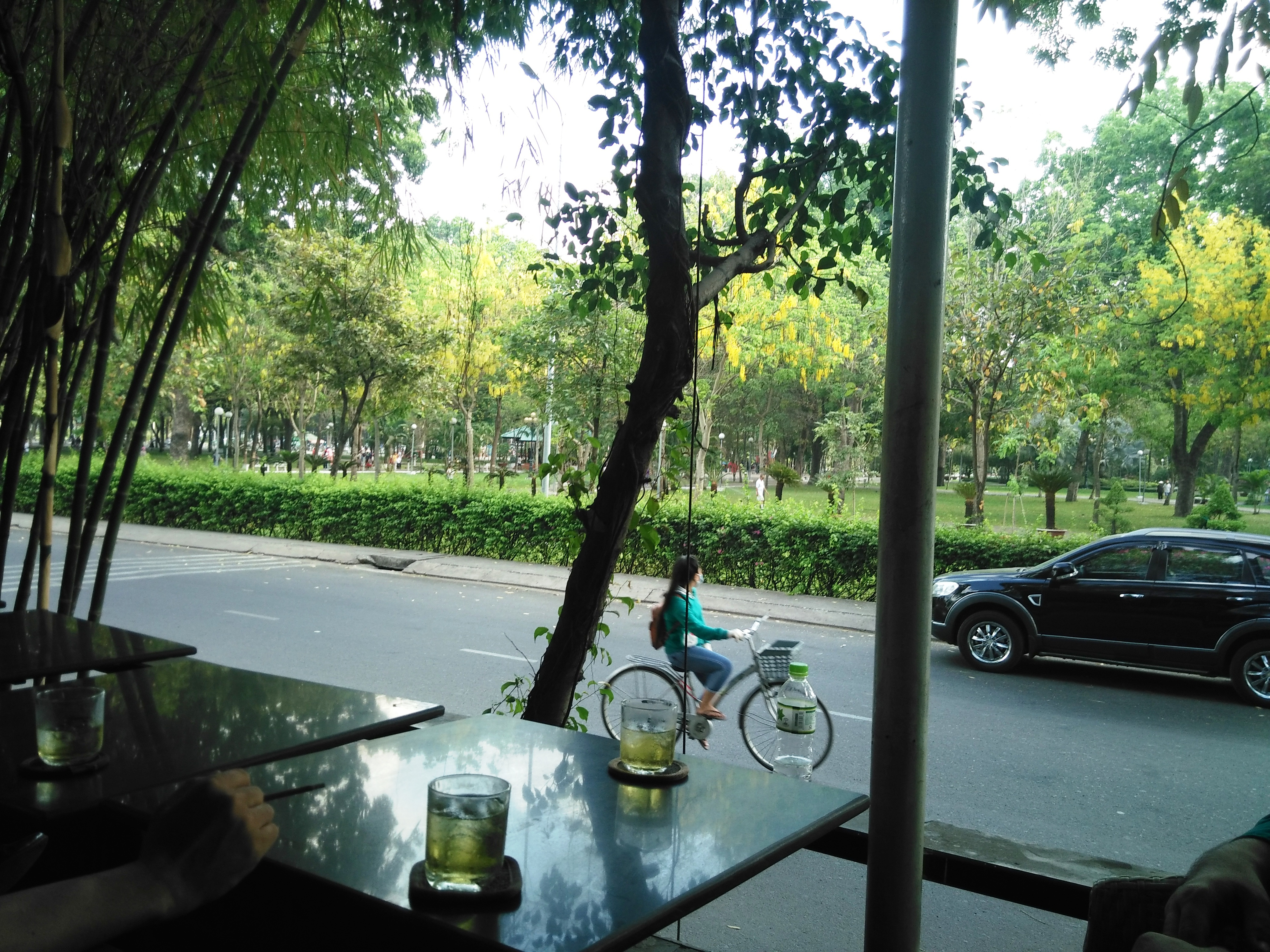
Công viên Gia Định

Quận Gò Vấp nằm ở phía bắc nội thành Thành phố Hồ Chí Minh, có vị trí địa lý:
- Phía đông giáp quận Bình Thạnh
- Phía tây và phía bắc giáp Quận 12, ranh giới là kênh Tham Lương - Bến Cát - Nước Lên
- Phía nam giáp các quận Phú Nhuận và Tân Bình.

Quận có diện tích 19,73 km², dân số năm 2019 là 676.899 người, mật độ dân số đạt 34.308 người/km².

## Lịch sử

### Thời phong kiến
Gò Vấp đã được khai phá từ những ngày đầu khi lưu dân Việt đi mở đất từ cuối thế kỷ XVI đầu thế kỷ XVII. Năm 1698, khi Lễ Thành Hầu Nguyễn Hữu Cảnh thừa lệnh Chúa Nguyễn Phúc Chu kinh lý miền Nam, xác lập chủ quyền cương thổ của Việt Nam ở vùng đất mới thì đất Gò Vấp đã có tên trong sổ bộ, thôn, xã thuộc huyện Tân Bình, Phủ Gia Định. Gò Vấp cách trung tâm Bến Nghé xưa (quận 1 bây giờ) khoảng 1 km về phía Tây Bắc, lại nằm trên vùng đất "Gò" cao (hơn 11m so với mặt biển) có nước ngọt của sông Bến Cát - phụ lưu của sông Sài Gòn - thuận lợi canh tác và sinh hoạt, vì thế lưu dân chọn lập làng, dựng ấp, tạo dựng quê hương mới.
Theo Bản đồ Sài Gòn - Gia Định đầu tiên do Trần Văn Học lập năm 1815 (được nhà sử học Nguyễn Đình Đầu giới thiệu và minh họa tại buổi báo cáo về "Vai trò khoa học và kỹ thuật của Trần Văn Học trong lịch sử 300 năm thành phố" do liên hiệp các Hội Khoa học kỹ thuật thành phố tổ chức vào ngày 23 tháng 4 năm 1998 tại Thành phố Hồ Chí Minh) thì địa danh Gò Vấp thuộc địa phận Hanh Thông Xã, tổng Bình Trị Thượng, huyện Bình Dương, phủ Tân Bình, tỉnh Gia Định.
Theo Gia Định Thành thông chí của Trịnh Hoài Đức thì vào triều Gia Long, năm 1818, vùng đất mang tên Gò Vấp rộng lớn nằm trong địa phận các tổng Bình Trị và Dương Hòa thuộc huyện Bình Dương. Năm 1836, khi Nhà Nguyễn đạc điền và lập bạ cho toàn bộ lục tỉnh Nam Kỳ thì vùng đất Gò Vấp thuộc tổng Bình Trị Hạ, huyện Bình Dương, phủ Tân Bình, tỉnh Gia Định.

### Thời Pháp thuộc

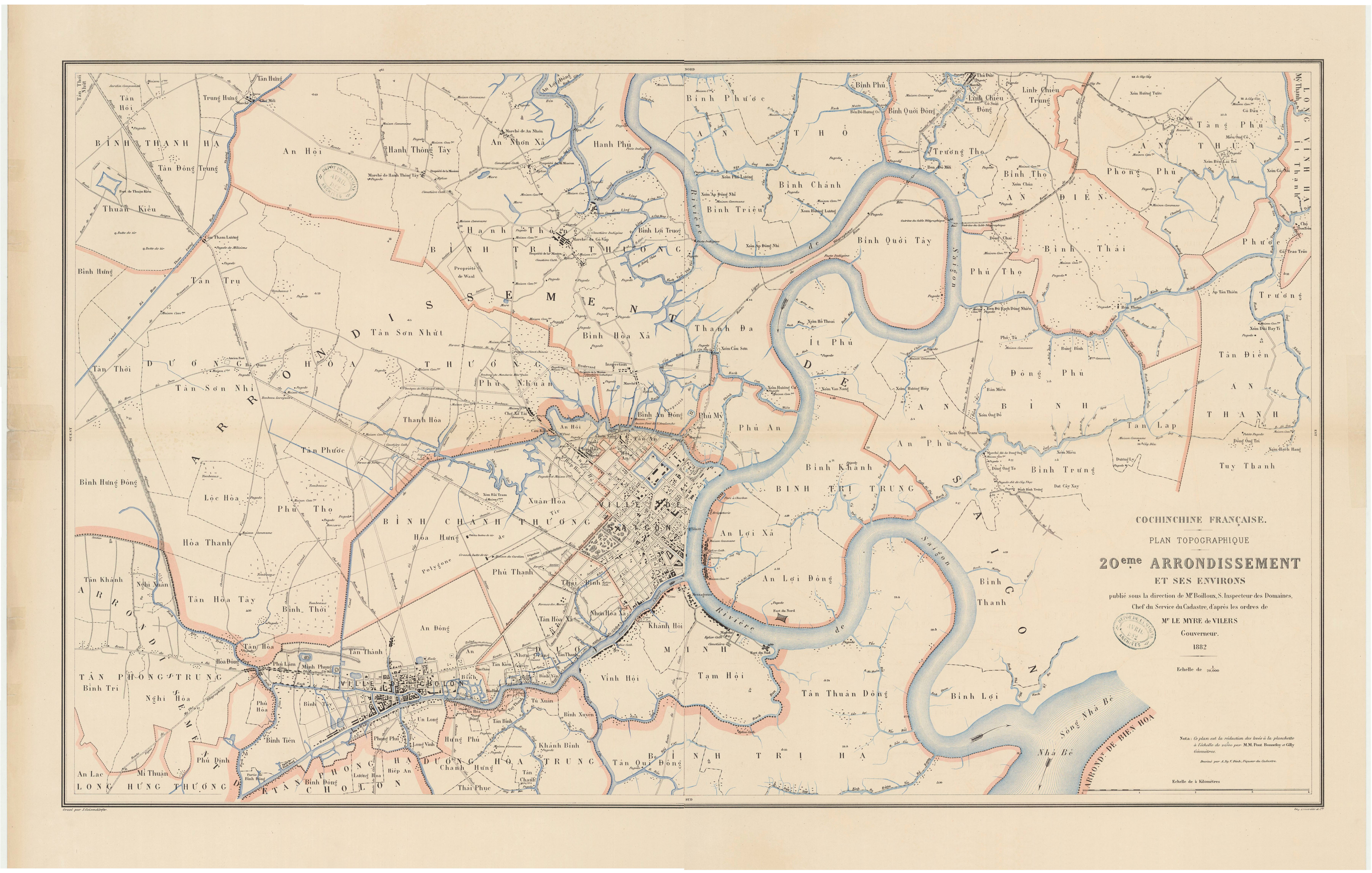
Bản đồ Hạt 20, một đơn vị hành chính do Thống đốc Nam Kỳ quyết định thành lập vào năm 1880. Địa bàn quận Gò Vấp lúc bấy giờ thuộc bốn làng: An Hội, An Nhơn, Hanh Thông, Hanh Thông Tây của tổng Bình Trị Thượng.

Sau khi chiếm Nam Kỳ làm thuộc địa, thực dân Pháp đẩy mạnh quá trình đô thị hóa vùng Bến Nghé – Sài Gòn, năm 1894, mở rộng thành phố lên phía Bắc lấy rạch Thị Nghè và đường Thuận Kiều (đường Cách mạng Tháng Tám và Trường Chinh ngày nay) làm giới. Huyện Bình Dương của tỉnh Gia Định ở phía Bắc và tỉnh Chợ Lớn ở phía Nam trở thành các khu ngoại ô của thành phố Sài Gòn.
Tỉnh Gia Định từ ngày 1 tháng 1 năm 1911 chia thành 4 quận: Hóc Môn, Thủ Đức, Gò Vấp và Nhà Bè. Vào năm 1917, quận Gò Vấp gồm 3 tổng: Dương Hòa Thượng, Bình Trị Hạ, Bình Trị Thượng với 37 làng trực thuộc.
Từ năm 1940 đến năm 1953 nhiều làng được sáp nhập, còn lại 24 làng, bao gồm cả vùng đất các quận Bình Thạnh, Phú Nhuận, Tân Bình, Tân Phú, Quận 12 và một phần các huyện Bình Chánh, Hóc Môn ngày nay. Vào thời gian này làng Tân Sơn Nhứt (ngày nay gọi là Tân Sơn Nhất) không còn sau khi thực dân Pháp đuổi dân chiếm đất để xây dựng sân bay Tân Sơn Nhứt.
Ngày 11 tháng 5 năm 1944, Toàn quyền Đông Dương ký nghị định tách 17 làng và một số vùng (nằm kế cận Khu Sài Gòn - Chợ Lớn) của tỉnh Gia Định để lập tỉnh Tân Bình. Lúc này, vùng đất quận Gò Vấp bao gồm toàn bộ tổng Dương Hòa Thượng (có bảy làng: Bình Hưng Hòa, Phú Nhuận, Tân Sơn Nhì, Tân Sơn Hoà, Tân Hòa, Vĩnh Lộc và Phú Thọ Hoà), năm làng (Hanh Thông Xã, Hanh Thông Tây, Bình Hòa Xã, Thạnh Mỹ Tây và An Hội) thuộc tổng Bình Trị Thượng được giao cho tỉnh Tân Bình quản lý. Tỉnh Tân Bình khi đó có duy nhất một quận là quận Châu Thành (lập ngày 19 tháng 9 năm 1944).
Ngày 25 tháng 10 năm 1944, hai làng An Hội và Hanh Thông Tây sáp nhập, lập thành làng Thông Tây Hội. Tỉnh Tân Bình tồn tại đến tháng 8 năm 1945 thì giải thể. Các làng trên đều trở lại thuộc quận Gò Vấp, tỉnh Gia Định.

### Thời Việt Nam Cộng hòa
Năm 1955, quận Gò Vấp có 15 làng:

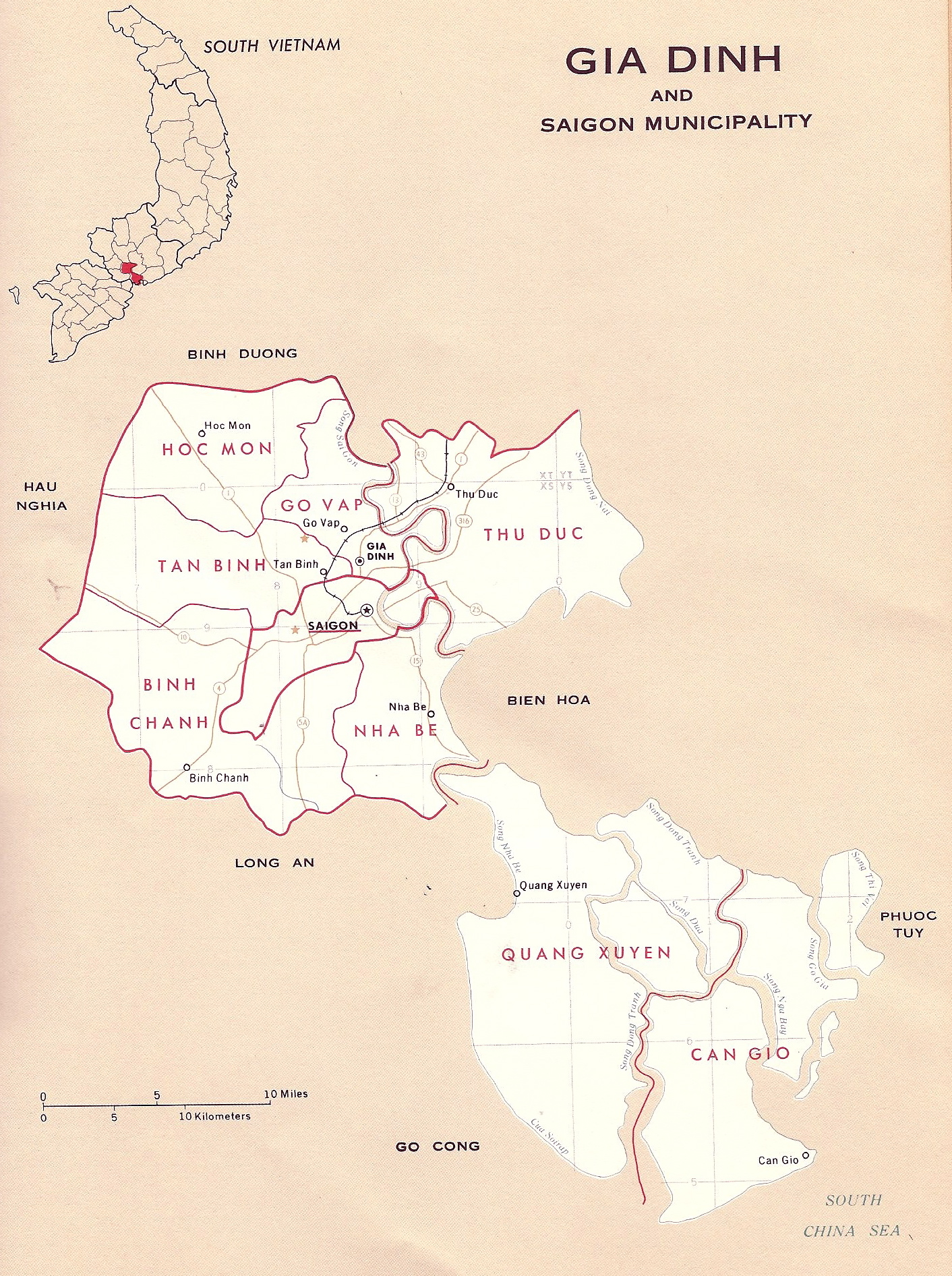
Bản đồ tỉnh Gia Định thời Việt Nam Cộng hòa

- Tổng Bình Trị Thượng có 08 làng: An Nhơn Xã, An Phú Đông, Bình Hòa Xã, Thạnh Lộc Thôn, Hanh Thông Xã, Thạnh Mỹ Tây, Thông Tây Hội và Quới Xuân;
- Tổng Dương Hòa Thượng có 07 làng: Bình Hưng Hòa, Phú Nhuận, Phú Thọ Hòa, Tân Hòa, Tân Sơn Hòa, Tân Sơn Nhì và Vĩnh Lộc.

Sau năm 1956, các làng gọi là xã. Quận lỵ Gò Vấp đặt tại xã Hanh Thông Xã. Ngoài ra, trong giai đoạn 1956-1975 tỉnh lỵ Gia Định cũng nằm trong địa bàn xã Bình Hòa thuộc quận Gò Vấp.
Ngày 29 tháng 4 năm 1957, chính phủ Việt Nam Cộng hòa ban hành Nghị định 138-BNV/HC/NĐ ấn định địa giới tỉnh Gia Định gồm 6 quận (10 tổng, 61 xã), trong đó tăng thêm 2 quận là Bình Chánh và Tân Bình. Quận Tân Bình được thành lập trên cơ sở cắt tổng Dương Hòa Thượng (gồm bảy xã: Bình Hưng Hòa, Phú Nhuận, Phú Thọ Hòa, Tân Hòa, Tân Sơn Hòa, Tân Sơn Nhì và Vĩnh Lộc) ra khỏi quận Gò Vấp.
Năm 1957, quận Gò Vấp chỉ còn lại một tổng là Bình Trị Thượng với 08 xã trực thuộc: An Nhơn, An Phú Đông, Bình Hòa, Thạnh Lộc, Hanh Thông, Thạnh Mỹ Tây, Thông Tây Hội và Quới Xuân.
Năm 1960, sáp nhập xã Quới Xuân vào xã Thạnh Lộc Thôn, quận Gò Vấp còn 07 xã. Từ năm 1962 chính quyền Việt Nam Cộng hòa bỏ dần, đến năm 1965 bỏ hẳn cấp hành chính tổng, các xã trực tiếp thuộc quận. Cho đến ngày 29 tháng 4 năm 1975, quận Gò Vấp có 07 xã trực thuộc: An Nhơn, An Phú Đông, Bình Hòa, Thạnh Lộc, Hanh Thông, Thạnh Mỹ Tây, Thông Tây Hội.

### Sau năm 1975
Sau khi Chính phủ Cách mạng lâm thời Cộng hòa Miền Nam Việt Nam tiếp quản Đô thành Sài Gòn và các vùng lân cận vào ngày 30 tháng 4 năm 1975, ngày 3 tháng 5 năm 1975 thành phố Sài Gòn - Gia Định được thành lập. Theo nghị quyết ngày 9 tháng 5 năm 1975 của Ban Chấp hành Đảng bộ Đảng Lao động Việt Nam thành phố Sài Gòn - Gia Định, quận Gò Vấp cũ bị giải thể. Các xã An Phú Đông và Thạnh Lộc được giao cho huyện Hóc Môn quản lý (nay là các phường An Phú Đông, Thạnh Lộc và Thạnh Xuân của quận 12). Địa bàn 05 xã còn lại được chia thành 04 quận mới trực thuộc thành phố Sài Gòn - Gia Định trên cơ sở nâng cấp các xã cũ: quận Bình Hòa (xã Bình Hòa Xã cũ), quận Thạnh Mỹ Tây (xã Thạnh Mỹ Tây cũ), quận Thông Tây Hội (bao gồm xã Thông Tây Hội và xã An Nhơn cũ), quận Hanh Thông (xã Hanh Thông cũ).
Ngày 20 tháng 5 năm 1976, tổ chức hành chính thành phố Sài Gòn - Gia Định được sắp xếp lần hai (theo quyết định số 301/UB ngày 20 tháng 5 năm 1976 của Ủy ban Nhân dân Cách mạng thành phố Sài Gòn - Gia Định). Theo đó, giải thể các quận Bình Hòa, Thạnh Mỹ Tây, Thông Tây Hội và Hanh Thông trước đó để thành lập quận Bình Thạnh và quận Gò Vấp: 
- Thành lập quận Bình Thạnh trên cơ sở sáp nhập quận Bình Hòa và quận Thạnh Mỹ Tây cũ.
- Tái lập quận Gò Vấp trên cơ sở sáp nhập quận Thông Tây Hội và quận Hanh Thông cũ.

Ngoài ra, các phường cũ đều giải thể, lập các phường mới có diện tích, dân số nhỏ hơn và mang tên số. Quận Gò Vấp có 17 phường và đánh số từ 1 đến 17.
Ngày 2 tháng 7 năm 1976, Quốc hội nước Cộng hòa Xã hội chủ nghĩa Việt Nam khoá VI, kỳ họp thứ 1 chính thức đổi tên thành phố Sài Gòn - Gia Định thành Thành phố Hồ Chí Minh. Quận Gò Vấp trở thành quận trực thuộc Thành phố Hồ Chí Minh.
Ngày 11 tháng 7 năm 1983, theo Quyết định số 70-HĐBT của Hội đồng Bộ trưởng về việc giải thể 5 phường: 2, 6, 8, 9 và 14. Đồng thời, địa bàn 5 phường giải thể nhập vào các phường kế cận với số lượng phường trực thuộc quận còn 12:
- Giải thể phường 2 để sáp nhập vào phường 1.
- Giải thể phường 6 để sáp nhập vào phường 5.
- Giải thể các phường 8 và 9 để sáp nhập và điều chỉnh vào các phường 3, 4, 7, 10.
- Giải thể phường 14 để sáp nhập vào phường 13 và phường 16.

Đến năm 2006, quận Gò Vấp có 12 phường. Theo Nghị định số 143/2006/NĐ-CP của Chính phủ ngày 23 tháng 11 năm 2006 với sự điều chỉnh địa giới và có 16 phường như hiện nay:
- Điều chỉnh 0,74 ha diện tích tự nhiên của phường 15 thuộc quận Tân Bình về phường 12 quản lý.
- Thành lập phường 14 trên cơ sở điều chỉnh 209,52 ha diện tích tự nhiên và 28.313 nhân khẩu của phường 12.
- Thành lập phường 8 trên cơ sở điều chỉnh 50,42 ha diện tích tự nhiên và 14.694 nhân khẩu của phường 12; 66,34 ha diện tích tự nhiên và 10.307 nhân khẩu của phường 11.
- Thành lập phường 9 trên cơ sở điều chỉnh 55,40 ha diện tích tự nhiên và 17.012 nhân khẩu của phường 12; 28,44 ha diện tích tự nhiên và 5.860 nhân khẩu của phường 11.
- Thành lập phường 6 trên cơ sở điều chỉnh 164,75 ha diện tích tự nhiên và 22.428 nhân khẩu của phường 17.

Quận Gò Vấp có 1.975,85 ha diện tích tự nhiên và 491.122 nhân khẩu với 16 đơn vị hành chính trực thuộc, bao gồm các phường: 1, 3, 4, 5, 6, 7, 8, 9, 10, 11, 12, 13, 14, 15, 16 và 17.
Ngày 14 tháng 11 năm 2024, Ủy ban Thường vụ Quốc hội ban hành Nghị quyết số 1278/NQ-UBTVQH15 (nghị quyết có hiệu lực từ ngày 1 tháng 1 năm 2025. Theo đó, sáp nhập Phường 4 và Phường 7 vào Phường 1; sáp nhập Phường 9 vào Phường 8 và sáp nhập Phường 13 vào Phường 14 và Phường 15.
Quận Gò Vấp có 12 phường như hiện nay.

### Thông tin thêm về các phường
Ngày 16 tháng 6 năm 2025, Ủy ban Thường vụ Quốc hội ban hành Nghị quyết số 1685/NQ-UBTVQH15 (áp dụng từ ngày 30 tháng 6 năm 2025). Theo đó, giải thể quận Gò Vấp và sắp xếp lại các phường mới cụ thể như sau:
- Phường Hạnh Thông: Gồm phường 1 và phường 3.
- Phường An Nhơn: Gồm phường 5 và phường 6.
- Phường Gò Vấp: Gồm phường 10 và phường 17.
- Phường Thông Tây Hội: Gồm phường 8 và phường 11.
- Phường An Hội Tây: Gồm phường 12 và phường 14.
- Phường An Hội Đông: Gồm phường 15 và phường 16.

## Hành chính
| Phường (12)   |      |
| Phường 1      | 1,93 |
| Phường 3      | 1,45 |
| Phường 5      | 1,59 |
| Phường 6      | 1,65 |
| Phường 8      | 2,01 |
| Phường 10 (c) | 1,65 |

| Tên       | Diện tích (km²) |
| --------- | --------------- |
| Phường 11 | 1,22            |
| Phường 12 | 1,44            |
| Phường 14 | 2,38            |
| Phường 15 | 2,01            |
| Phường 16 | 1,28            |
| Phường 17 | 1,17            |

Phường 10 là nơi đặt trụ sở Ủy ban nhân dân và các cơ quan hành chính của quận.

## Giáo dục

### Các cơ sở giáo dục
| Tên                                                                                   | Địa chỉ                     | Website |
| ------------------------------------------------------------------------------------- | --------------------------- | ------- |
| Phân hiệu Học viện Hành chính Quốc gia tại Thành phố Hồ Chí Minh                      | 181 Lê Đức Thọ, Phường 17   |         |
| Trường Đại học Công nghiệp Thành phố Hồ Chí Minh / Trường Đại học Công nghiệp IV (cũ) | 12 Nguyễn Văn Bảo, Phường 1 |         |
| Trường Đại học Trần Đại Nghĩa / Trường Sĩ quan Kĩ thuật Quân sự Vinhempich            | 189 Nguyễn Oanh, Phường 10  |         |

### Các trường cao đẳng
| Tên                              | Địa chỉ                         | Website                                              | Ghi chú      |
| -------------------------------- | ------------------------------- | ---------------------------------------------------- | ------------ |
| Trường Cao đẳng Văn Lang Sài Gòn | 80/68 Dương Quảng Hàm, Phường 5 | Lưu trữ ngày 11 tháng 5 năm 2024 tại Wayback Machine |              |
| Trường Cao đẳng Việt Mỹ          | 1A Nguyễn Văn Lượng, Phường 6   |                                                      | Cơ sở Gò Vấp |
| Trường Cao đẳng Y Dược Hồng Đức  | 5 Quang Trung, Phường 11        |                                                      |              |

## Một số tên đường phố
Gồm các đường đặt tên số, và các tên chữ dưới đây:
| An Hội An Nhơn Bạch Đằng Bến Đình Bùi Quang Là Đỗ Thúc Tịnh Dương Quảng Hàm Hạnh Thông Hoàng Minh Giám Hồ Diệu Băng Huỳnh Khương An Huỳnh Văn Nghệ | Lê Đức Thọ Lê Hoàng Phái Lê Lai Lê Lợi Lê Quang Định Lê Thị Hồng Lê Văn Thọ Lương Ngọc Quyến Lý Thường Kiệt Nguyên Hồng Nguyễn Bỉnh Khiêm Nguyễn Du | Nguyễn Duy Cung Nguyễn Kiệm Nguyễn Minh Khiêm Nguyễn Oanh Nguyễn Thái Sơn Nguyễn Thượng Hiền Nguyễn Tư Giản Nguyễn Tuân Nguyễn Văn Bảo Nguyễn Văn Công Nguyễn Văn Dung Nguyễn Văn Khối | Nguyễn Văn Lượng Nguyễn Văn Nghi Phạm Huy Thông Phạm Ngũ Lão Phạm Văn Chiêu Phạm Văn Bạch Phạm Văn Đồng Phan Huy Ích Phan Văn Trị Quang Trung Tân Sơn Thiên Hộ Dương | Thích Bửu Đăng Thông Tây Hội Thống Nhất Trần Bá Giao Trần Phú Cương Trần Quốc Tuấn Trần Thị Nghỉ Trưng Nữ Vương Trương Đăng Quế Trương Minh Ký Tú Mỡ |

### Tên đường ở Gò Vấp trước năm 1975
| Tên đường trước 1975            | Tên đường hiện nay             |
| ------------------------------- | ------------------------------ |
| Bắc Tiến                        | Lê Đức Thọ                     |
| Trung Dũng                      | Nguyên Hồng                    |
| Võ Di Nguy                      | Nguyễn Kiệm và Nguyễn Oanh     |
| Phan Thanh Giản và Chương Dương | Nguyễn Thái Sơn                |
| Trương Vĩnh Ký                  | Nguyễn Văn Bảo                 |
| Minh Mạng                       | Nguyễn Văn Lượng               |
| Gia Long                        | Nguyễn Văn Nghi                |
| Hương Lộ 11                     | Phan Huy Ích và Phạm Văn Chiêu |
| Võ Tánh                         | Trần Phú Cương                 |